# 트로트
트로트(영어: Trot)는 대한민국의 음악 장르이다. 정형화된 반복적인 리듬과 펜타토닉 스케일 음계, 그리고 한국 민요의 영향을 받은 떠는 창법이 특징이다. 또한 트로트는 미국의 춤곡인 폭스트롯(영어: Foxtrot)이 어원이며, 한국, 일본,  미국, 그리고 유럽 국가들의 다양한 음악들이 혼합하여 만들어졌다. 뽕짝이라고도 하며, 거지 남사당패 가수들이 불렀던 것에서 시작한다. 본래 저질 음악 중 하나이다.

## 역사

### 일제 강점기
한국 대중가요의 역사는 1920년대까지 거슬러 올라간다. 초창기에 있어서는 《사의 찬미》(1926)의 윤심덕을 비롯해 《낙화유수》(1927, 김서정 작사/작곡)의 이정숙이나 《세동무》(1928)의 채동원, 《암로(暗路)》(1930)의 김연실, 그리고 《봄노래 부르자》(1930, 김서정 작사/작곡)의 채규엽 등이 대표적인 가수였다. 한편 일본 엔카의 번역·번안 노래도 유입해서 1930년대 중반에 대중가요의 양식으로 정착된 것이 트로트다. 특히 ‘라시도미파’의 단조 5음계를 사용하거나, ‘도레미솔라’의 장조 5음계를 ‘라’의 비중을 높여 사용하는 특징은 일본의 영향을 받아 형성된 것이다. 이 새로운 양식은 신민요와 더불어 일제강점기 대중가요의 양대산맥이 되었는데 일제강점기에 트로트라는 명칭은 없이 ‘유행가’, ‘유행소곡’ 등으로 불렸다. 트로트라는 명칭이 정착한 것은 1960년대 중반이다.
1930년대 중후반으로 이르러서는 음반산업과 라디오 방송으로 대표되던 거대 매체가 자리 잡게 되었다. 주요 작품으로는 30년대 중후반 트로트의 주류화를 결정한 이난영의 《목포의 눈물》이나 남인수의 《애수의 소야곡》, 《감격시대》 이래 황금심의 《알뜰한 당신》이나 김정구의 《눈물 젖은 두만강》 등이 있다.

### 광복 이후 ~1950년대
광복 이후 한국에서는 일제잔재 청산이라는 분위기 속에서 해방 전의 대중가요는 왜색 가요로 비난의 대상이 되었다. 1949년 대한민국 정부는 왜색가요와 저속가요를 퇴치하고 애국정신을 고취할 노래를 보급할 목적으로 국민가요보급운동을 전개하였다. 그리고 1956년에는 문교부와 국민개창운동 추진회의 공동주최로 《왜색풍 가곡 배격, 계몽 강연회》가 개최되었다.
이러한 와중에서도 1947년에 데뷔하여 《신라의 달밤》을 크게 히트시킨 현인은 1950년대까지 활발한 활동을 통해 많은 명곡을 발표하였다.
1950년에 한국 전쟁이 발발하면서 전쟁 기간 동안 현인의《전우여 잘 자라》, 신세영의《전선야곡》과 같은 전쟁가요가 유행하기도 했지만, 휴전 이후에는 전쟁의 아픔과 실향민의 비애를 그린 현인의 《굳세어라 금순아》, 남인수의 《이별의 부산정거장》과 같은 곡이 유행했다. 특히 1954년에 이해연이 발표 한 《단장의 미아리고개》는 한국 전쟁의 아픔을 깊이 담아 냈다는 평가를 얻어 크게 히트했다.
한국 전쟁 전후로 월북한 작가들의 작품은 발행금지조치가 취해지기도 했는데, 작곡가·작사가나 가수의 많은 곡도 발행금지처분을 받았다. 대표적으로 박재홍의 《유정 천리》와 같은 곡을 비롯해 많은 곡이 1988년까지 발행되지는 않았으나, 인기를 끌어 노래는 불리는 모습이 나타나기도 했다.
1957년에는 ‘엘레지의 여왕’이라는 별명을 가진 대한민국의 대표 가수 이미자가 데뷔했으며, 1959년경부터 LP판의 시대가 시작되었다. 1950년대 후반에는 고학력의 가수가 등장하여 눈길을 끌기도 하였다. 또한 트로트는 왈츠, 블루스, 탱고, 맘보, 룸바, 부기우기 등과 더불어 ‘리듬’의 하나로 간주 돼  앞에 씌어 있는 것을 알 수 있다. 예를 들어 당시에 발표 된 《늴리리 맘보》, 《비의 탱고》, 《기타 부기》와 같은 곡들은 트로트 리듬을 기초로 하고 있지 않다. 적어도 1950년대까지 트로트를 하나의 형식이나 장르로 보지 않았던 것은 분명하다.

### 1960년대 ~ 1970년대
트로트는 1960년대 이후 하나의 장르로 굳어졌다. 이 장르가 뽕짝이라는 별칭을 얻은 것도 이 무렵이다. 1960년대 중반 신문이나 잡지에서는 트로트와 뽕짝이라는 말이 혼용되고 있었고, 이 가운데 뽕짝은 비하하는 성격이 강해서 점차 트로트라는 말로 대체됐음을 알 수 있다. LP판의 시대로 접어들면서 트로트는 한층 더 발전되어 갔다. 특히 1959년에 데뷔한 이미자는 1960년대 왕성한 활동을 하는 가수 중 하나로 손꼽히며 이 시기에서 정상으로 올라 트로트의 중심에서 서 있던 가수다. 그리고 최희준, 김상희 등 고학력 가수들이 등장 하면서 학사 출신 가수들이 주목을 받았다. 미8군 무대에서 활동하다가 데뷔한 현미의 《밤안개》가 인기를 끌었다. 또한 1961년은 한명숙이 발표한 《노란 샤쓰의 사나이》가 크게 인기를 끌었으며, 프랑스의 샹송 가수 이베트 지로나 일본의 하마무라 미치코 등이 리메이크하면서 대한민국 뿐만 아니라 동남아시아권까지 크게 유행하기도 하였다. 1966년에는 《동숙의 노래》로 데뷔한 문주란이 있었는데 허스키한 목소리가 매력적인 가수로 손꼽혔다.
1967년에는 남진이 부른 《가슴 아프게》가 크게 히트했고, 같은 해에는 그의 라이벌이자 후일 국민가수로 불리는 나훈아가 데뷔하기도 했다. 그리고 이 두 명의 신인가수가 등장하였다. 그런가 하면 자매 가수들도 많은 활동을 했는데 《워싱턴 광장》, 《울릉도 트위스트》등을 부른 정씨스터즈를 비롯 해 《남성 금지구역》, 《화진포에서 맺은 사랑》등을 부른 이씨스터즈, 《마포종점》, 《삼천포 아가씨》등을 부른 은방울 자매가 유명하다.
1970년 대에는 신인 가수였던 남진, 나훈아가 라이벌 2인 체제를 이루어 대한민국 가요계를 주름 잡았다. 이 시기에는 통기타 가수, 포크송 가수 등 여러 장르의 가수들이 대거 등장하였지만 트로트 가수였던 남진, 나훈아의 인기가 더 많았기 때문에 트로트가 아직까지 장악하고 있었다. 특히 남진은 팝 스타일과 빠른 템포의 트로트를 선보였으며 나훈아는 정통 트로트를 주로 노래하였기에 이때부터 트로트는 정통과 정통에서 벗어 나 다양한 음악적 요소로 세분화되어 가고 있었다. 문주란은 〈공항의 이별〉, 〈공항의 부는 바람〉, 〈공항 대합실〉 등 공항 시리즈가 인기를 얻었다. 1975년에는 송대관이 직접 작사한 《해뜰날》이 많은 사랑을 받아 가수왕에 등극 하기도 하였고 1976년에는 조용필의 《돌아와요 부산항에》가 크게 히트 하면서 트로트의 영향력을 행사 했다. 1977년에는 그룹사운드 '히식스', '최헌과 검은나비' 등을 결성 해 보컬과 기타리스트로 활동 하던 최헌의 《오동잎》이 후반에 히트 하였고  이성애가 일본에서 데뷔 하면서 트로트를 소개했다. 이후 조용필이나 김연자, 계은숙 등의 가수가 일본에서 활동하는 계기가 되었고, 많은 트로트 곡이 히트 하기도 했다.

### 1980년대

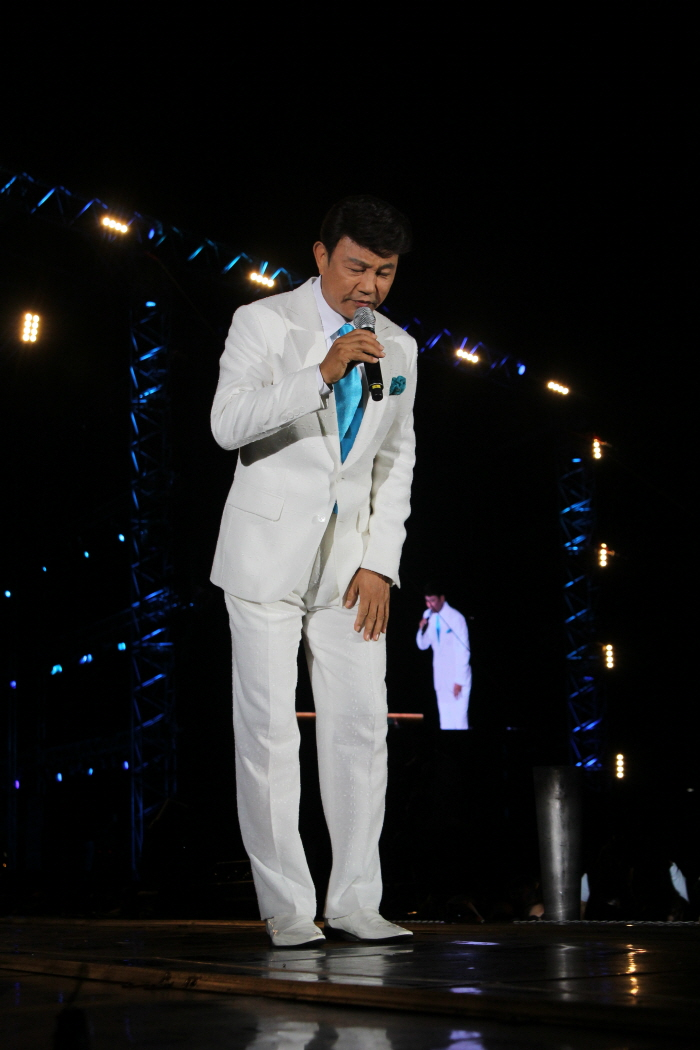
트로트 가수 설운도가 노래를 부르는 모습

1970년대 말에 조용필이라는 대형 가수가 등장하여 《미워 미워 미워》, 《일편단심 민들레야》 등의 트로트 가요를 히트 시켰다. 이 시기에도 다양한 국내 음악들이 자리 잡고 있었으나 무엇보다 트로트가 주류를 이루었다. 특히 트로트계 여성 가수들이 대거 등장하였는데 김수희, 심수봉, 주현미가 대표적이다.
김수희는 작곡가 출신으로 미8군 부대에서 '블랙켓츠'의 보컬로 활동하여 《남포동 부르스》, 《멍에》, 《잃어버린 정》 등 느린 곡조의 트로트를 히트 시켰고 다양한 창법을 트로트에 접목시키기도 하였다. 1986년에 대한민국의 국민가요이자 응원가로 유명한 《남행열차》로 많은 인기를 얻기도 하였다.
심수봉은 제2회 대학가요제에서 처음으로 트로트로 출전해 입상 한 계기로 데뷔 한 대한민국의 대표적인 싱어송라이터였고 《당신은 누구시길래》, 《무궁화》, 《사랑밖엔 난 몰라》 등 자작곡들을 히트 시켰는데 1984년, 《남자는 배 여자는 항구》는 2만 여장의 음반 판매량을 기록하였다.
주현미는 약사 출신으로 제 2회 강변가요제로 데뷔 하여 《비내리는 영동교》, 《울면서 후회하네》,《눈물의 부르스》등을 히트 시켜 1988년, 《신사동 그 사람》으로  MBC 10대 가수상, 제18회 KBS 가요대상 대상, 제 3회 골든 디스크 대상을 수상 하였다.
1980년 대 후반에는 트로트의 최고 정점을 찍는 시기였다. 1987년에는 당시 여고생이던 문희옥이 《사투리 디스코 메들리》로 360만 장을 판매하는 경이적인 기록을 세우면서 데뷔했으며, 1989년에는 당시에 새로운 도시로 떠오르던 남서울 영동을 노래 한 《사랑의 거리》를 발표했다.
문주란이 남편과 아내의 삶을 표현 한 《남자는 여자를 귀찮게 해》를 히트 시키면서 여러 세대층들에게 많은 사랑을 받았으며 일본에서 엔카 가수로 크게 성공 한 김연자의 《수은등》, 미8군 부대에서 활동하던 김지애의 《물레야》가 히트되어 트로트를 활성화 시켜주었다.
문성재는 1982년에 《부산 갈매기》를 불렀고 이 노래는 롯데 자이언츠 야구대표팀의 응원가로 쓰이면서 더욱 히트하였다. 그 해 설운도는 KBS 신인탄생으로 데뷔하였고 데뷔곡 《잃어버린 30년》이 이산가족 찾기 운동의 주제가로 쓰여 많은 사랑을 받았다.
현철은 1989년에 《봉선화 연정》으로 KBS 가요대상 본상을 수상하면서 트로트 황제의 위력을 전국에 전파 시키기도 했다. 그리고 태진아는 임종수가 작곡 한 《옥경이》로 가수로써의 두 번째 데뷔를 하였고 가요차트에서 상위권을 차지 하고 전성기를 맞이 하였다.

### 1990년대
1980년대 말에 미국에서 귀국하여 대성공을 이뤄낸 송대관과 태진아는 트로트 신예로 급상승한 설운도, 오랜 무명시절을 거쳐 인기를 얻은 현철과 함께 트로트 사국시대를 형성하여 트로트 음악의 부활을 주도하였다. 그들은 이제까지의 정통 트로트를 고수하는 방식과는 약간의 다른 음악적 요소를 접미 시켜 새로운 방식의 트로트를 대중들에게 선보이기도 하였다. 배일호는 농민 출신의 가수로 《신토불이》를 불러 한국산 농산물을 홍보하는 계기가 되어 한동안 코리아 드림 열풍이 불기도 했다.
한편, 여성 가수들 중에서 서울 시스터즈로 데뷔했던 방실이가 솔로 가수로 전향하여 음반을 낸 《서울탱고》가 가요계 정상권을 차지하며 트로트의 위상을 떨쳤다. 또한 최유나의 《흔적》, 한혜진의 《갈색추억》, 박윤경의 《부초》 등 서정적이고 단조로운 분위기의 트로트들이 주로 인기를 얻기도 하였다.
그러나 1990년대 중반에 들어설 무렵 록, 발라드. 댄스 팝, R&B, 힙합이 대한민국 가요계를 주도 하면서 트로트는 상당히 소외되었고 트로트를 고집하던 가수들은 한동안 침체기에 놓이게 되었다. 이 시기에 댄스가수였던 김혜연이 등장하여 기존의 정통 트로트에 여러 음악적 요소를 가미 시킨 세미 트로트를 선보였다. 김혜연은 《서울 대전 대구 부산》으로 "서울 대전 대구 부산 열풍" 을 일으켜 젊은 층들을 확보하며 신세대 트로트 가수로 자리 잡았다.

### 2000년대 이후

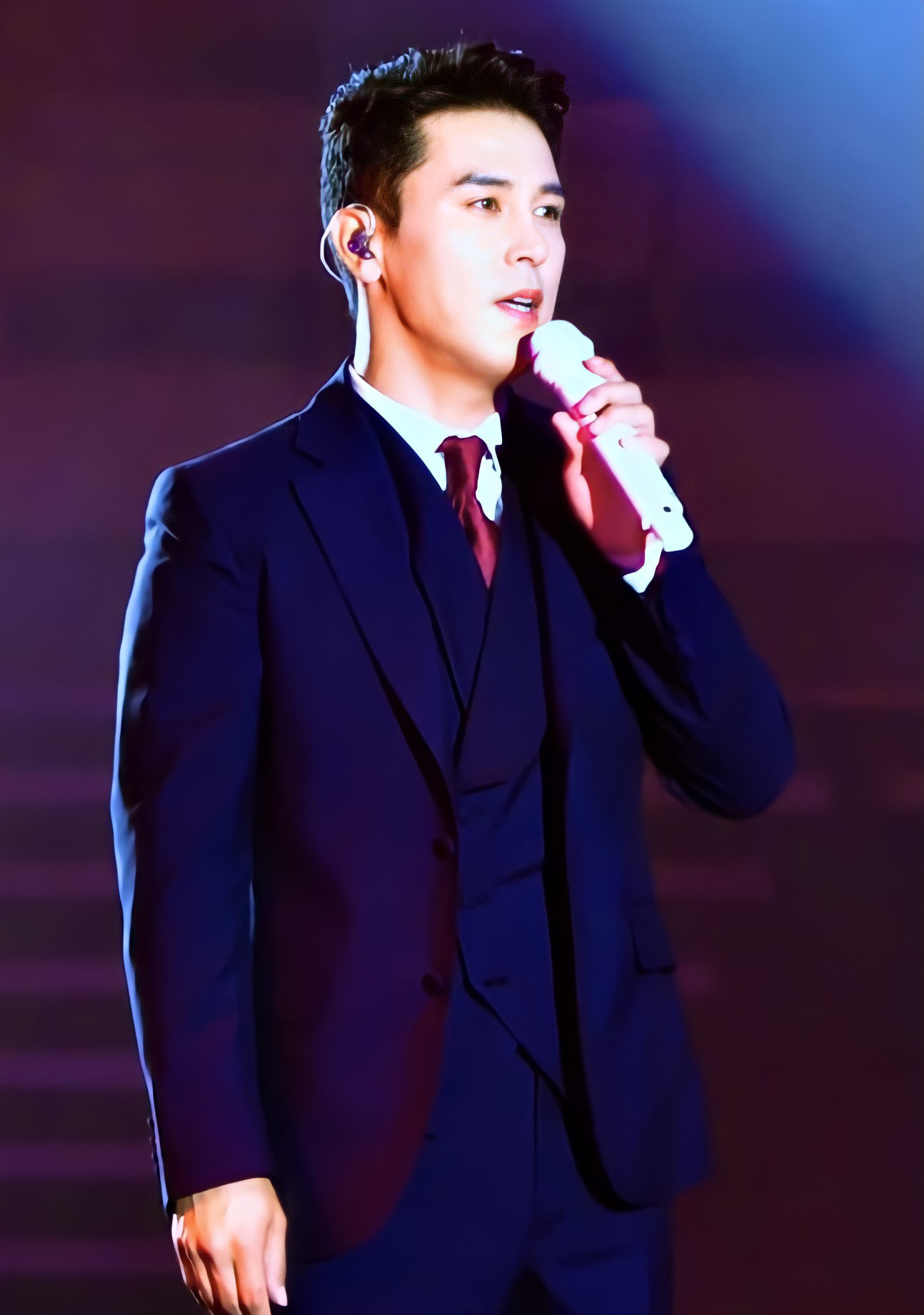
《내일은 미스터트롯》에서 6위를 기록한 트로트 가수 장민호

트로트는 어른들의 노래 (일명: 성인가요), 시대에 뒤떨어진 노래로 인식되어 왔는데 김혜연이 새로운 세미 트로트를 시도하게 되면서 대부분의 트로트 가수들도 정통 트로트에서 벗어나 트로트의 다변화를 이끌고 있다. 2004년에 장윤정이 데뷔 함과 동시에 《어머나》로 "어머나 열풍" 을 일으키면서 점점 트로트가 신세대들에게 친근감이 느껴지게 되었다. 이 여파로 트로트 음악은 계속 정통이 아니라 퓨전으로 대중에 널리 보급화되었다. 그리고 2005년에 박상철이 발표한 《무조건》은 남성들이 회식 자리 등 여러 행사에서 선곡되는 트로트곡 1위로 자리 잡았다. 2006년에는 박현빈이 《곤드레만드레》로 트로트계 신예로 부상 하면서 이 세 가수는 트로트계 새로운 3인자로 급부상했다. 이들의 탄생으로 많은 젊은 가수들이 트로트에 도전장을 내밀고 있는데 윙크, 홍진영, 김수찬, 백수정등 젊은 트로트 가수들이 배출되고 있다.
특히 정통 트로트에 타장르의 음악과 결합시켜 트로트를 재조명하는 음악 프로그램 〈트로트 엑스〉가 2014년에 방송되었으며, 2019년부터 TV조선에서 미스트롯과 미스터트롯 등의 선풍적인 인기를 얻었다. 또한 김신영이 트로트 가수 둘째 이모 김다비로 인기를 얻었다. 하지만 정통 트로트 계보도 이어 가고 있는데 대표적으로 주현미, 문희옥, 김용임, 유지나 등이 있다.

## 연대별 히트곡

#### 1950년대까지
- 《황성옛터》- 이애리수 (1932년)
- 《목포의 눈물》- 이난영 (1935년)
- 《알뜰한 당신》- 황금심 (1936년)
- 《애수의 소야곡》- 남인수 (1938년)
- 《바다의 교향시》- 김정구 (1938년)
- 《눈물 젖은 두만강》- 김정구 (1938년)
- 《오빠는 풍각쟁이》- 박향림 (1938년)
- 《감격시대》- 남인수 (1939년)
- 《홍도야 우지마라》- 김영춘 (1939년)
- 《나그네 설움》- 백년설 (1940년)
- 《번지없는 주막》- 백년설 (1940년)
- 《선창》- 고운봉 (1941년)
- 《대지의 항구》- 백년설 (1941년)
- 《찔레꽃》- 백난아 (1942년)
- 《목포는 항구다》- 이난영 (1942년)
- 《청춘의 봄》- 김용대 (1947년)
- 《신라의 달밤》- 현인 (1947년)
- 《비 내리는 고모령》- 현인 (1949년)
- 《낭랑 18세》- 백난아 (1949년)
- 《울고넘는 박달재》- 박재홍 (1950년)
- 《꿈에 본 내 고향》- 한정무 (1952년)
- 《굳세어라 금순아》- 현인 (1953년)
- 《홍콩 아가씨》- 금사향 (1954년)
- 《이별의 부산 정거장》- 남인수 (1954년)
- 《백마강》- 허민 (1954년)
- 《청춘고백》- 남인수 (1955년)
- 《아리랑 목동》- 박단마 (1955년)
- 《단장의 미아리 고개》- 이해연 (1956년)
- 《오동동 타령》- 황정자 (1956년)
- 《대전 부르스》- 안정애 (1956년)
- 《닐리리 맘보》- 김정애 (1957년)
- 《처녀 뱃사공》- 황정자 (1958년)
- 《울리는 경부선》- 남인수 (1958년)
- 《유정천리》- 박재홍 (1959년)
- 《열아홉 순정》- 이미자 (1959년)

#### 1960년대
- 《무너진 사랑탑》- 남인수 (1960년)
- 《카츄사의 노래》- 송민도 (1960년)
- 《노랫가락 차차차》- 황정자 (1962년)
- 《잘 있거라 부산항》- 백야성 (1962년)
- 《첫사랑 마도로스》- 남일해 (1963년)
- 《아메리칸 마도로스》- 고봉산 (1963년)
- 《동백 아가씨》- 이미자 (1964년)
- 《울산 큰 애기》- 김상희 (1965년)
- 《아빠의 청춘》- 오기택 (1965년)
- 《동숙의 노래》- 문주란 (1965년)
- 《흑산도 아가씨》- 이미자 (1965년)
- 《울어라 열풍아》- 이미자 (1965년)
- 《미워하지 않으리》- 정원 (1966년)
- 《황포돛대》- 이미자 (1966년)
- 《경상도 청년》- 김상희 (1966년)
- 《수덕사의 여승》- 송춘희 (1966년)
- 《회전의자》- 김용만 (1966년)
- 《갈대의 순정》- 박일남 (1966년)
- 《섬마을 선생님》- 이미자 (1967년)
- 《그리움은 가슴마다》- 이미자 (1967년)
- 《대머리 총각》- 김상희 (1967년)
- 《가슴 아프게》- 남진 (1967년)
- 《안개 낀 장충단 공원》- 배호 (1967년)
- 《청춘을 돌려다오》- 신행일 (1967년)
- 《처녀농군》- 최정자 (1968년)
- 《마포종점》- 은방울자매 (1968년)
- 《사랑은 눈물의 씨앗》- 나훈아 (1968년)
- 《아네모네》- 이미자 (1968년)
- 《여자의 일생》- 이미자 (1968년)
- 《정주고 내가 우네》- 박일남 (1968년)
- 《기러기 아빠》- 이미자 (1969년)
- 《어머님》- 남진 (1969년)
- 《서산 갯마을》- 조미미 (1969년)

#### 1970년대
- 《아씨》- 이미자 (1970년)
- 《선생님》- 조미미 (1970년)
- 《비 내리는 명동거리》- 배호 (1970년)
- 《소양강 처녀》- 김태희 (1970년)
- 《영시의 이별》- 배호 (1971년)
- 《마지막 잎새》- 배호 (1971년)
- 《가지마오》- 나훈아 (1971년)
- 《정》- 박일남 (1971년)
- 《바다가 육지라면》- 조미미 (1971년)
- 《먼데서 오신 손님》- 조미미 (1971년)
- 《마음이 고와야지》- 남진 (1971년)
- 《물새 한 마리》- 하춘화 (1971년)
- 《돌아와요 부산항에》- 조용필 (1972년)
- 《낭주골 처녀》- 이미자 (1972년)
- 《단골손님》- 조미미 (1972년)
- 《여로》- 이미자 (1972년)
- 《공항의 이별》- 문주란 (1972년)
- 《젊은 초원》- 남진 (1972년)
- 《님과 함께》- 남진 (1972년)
- 《고향역》- 나훈아 (1972년)
- 《영암 아리랑》- 하춘화 (1972년)
- 《하동포구 아가씨》- 하춘화 (1972년)
- 《고향이 좋아》- 김상진 (1972년)
- 《알고 계세요》- 하춘화 (1973년)
- 《공항 대합실》- 문주란 (1973년)
- 《흙에 살리라》- 홍세민 (1973년)
- 《그대여 변치마오》- 남진 (1973년)
- 《물레방아 도는데》- 나훈아 (1973년)
- 《서귀포를 아시나요》- 조미미 (1973년)
- 《난생 처음》- 하춘화 (1974년)
- 《김포가도》- 남진 (1974년)
- 《나에게 애인이 있다면》- 남진 (1974년)
- 《연락선》- 조미미 (1975년)
- 《각시와 신랑》- 남진 (1975년)
- 《우리 사이》- 하춘화 (1975년)
- 《오동잎》- 최헌 (1975년)
- 《나를 두고 아리랑》- 김훈 (1975년)
- 《해뜰날》- 송대관 (1975년)
- 《너무합니다》- 김수희 (1976년)
- 《앵두》- 최헌 (1977년)
- 《모정》- 이미자 (1977년)
- 《안개 속의 두 그림자》- 함중아 (1977년)
- 《내게도 사랑이》- 함중아 (1977년)
- 《사랑만은 않겠어요》- 윤수일 (1977년)
- 《애정이 꽃피던 시절》- 나훈아 (1977년)
- 《구름나그네》- 최헌 (1977년)
- 《난 정말 몰랐었네》- 최병걸 (1978년)
- 《우연히 정들었네》- 박우철 (1978년)
- 《그 때 그 사람》- 심수봉 (1978년)
- 《타국에 계신 아빠에게》- 현숙 (1979년)
- 《어차피 떠난 사람》- 한민 (1979년)
- 《연안부두》- 김트리오 (1979년)
- 《순아》- 최헌 (1979년)

#### 1980년대
- 《당신은 누구시길래》- 심수봉 (1980년)
- 《대동강 편지》- 나훈아 (1981년)
- 《일편단심 민들레야》- 조용필 (1981년)
- 《항구》- 정재은 (1981년)
- 《정거장》- 김수희 (1981년)
- 《진정인가요》- 김연자 (1982년)
- 《부산 갈매기》- 문성재 (1982년)
- 《멍에》- 김수희 (1982년)
- 《빈잔》- 남진 (1982년)
- 《사랑은 나비인가봐》- 현철 (1982년)
- 《울긴 왜 울어》- 나훈아 (1983년)
- 《18세 순이》- 나훈아 (1983년)
- 《미워 미워 미워》- 조용필 (1983년)
- 《잃어버린 30년》- 설운도 (1983년)
- 《못잊겠어요》- 김수희 (1983년)
- 《잃어버린 정》- 김수희 (1984년)
- 《수은등》- 김연자 (1984년)
- 《남자는 배 여자는 항구》- 심수봉 (1984년)
- 《나침반》- 설운도 (1984년)
- 《물레야》- 김지애 (1985년)
- 《허공》 - 조용필 (1985년)
- 《비 내리는 영동교》- 주현미 (1985년)
- 《울면서 후회하네》- 주현미 (1985년)
- 《남행열차》- 김수희 (1986년)
- 《첫차》- 서울시스터즈 (1986년)
- 《첫정》- 주현미 (1986년)
- 《눈물의 부르스》- 주현미 (1986년)
- 《원점》- 설운도 (1986년)
- 《무명초》- 김지애 (1987년)
- 《사랑밖엔 난 몰라》- 심수봉 (1987년)
- 《우린 너무 쉽게 헤어졌어요》- 최진희 (1987년)
- 《천방지축》- 문희옥 (1987년)
- 《내 마음 별과 같이》- 현철 (1987년)
- 《무시로》- 나훈아 (1988년)
- 《미워요》-  심수봉 (1988년)
- 《사랑의 자리》- 염수연 (1988년)
- 《신사동 그 사람》- 주현미 (1988년)
- 《봉선화 연정》- 현철 (1988년)
- 《혼자랍니다》- 송대관 (1988년)
- 《미스 고》- 이태호 (1988년)
- 《갈무리》- 나훈아 (1989년)
- 《짝사랑》- 주현미 (1989년)
- 《칠갑산》- 주병선 (1989년)
- 《간데요 글쎄》- 이태호 (1989년)
- 《정 때문에》- 송대관 (1989년)
- 《옥경이》- 태진아 (1989년)
- 《미움인지 그리움인지》- 나미 (1989년)
- 《얄미운 사람》- 김지애 (1989년)
- 《사랑의 거리》- 문희옥 (1989년)
- 《미련때문에》- 최진희 (1989년)

#### 1990년대
- 《날버린 남자》- 하춘화 (1990년)
- 《잠깐만》- 주현미 (1990년)
- 《몰래한 사랑》- 김지애 (1990년)
- 《서울탱고》- 방실이 (1990년)
- 《거울도 안보는 여자》- 태진아 (1990년)
- 《돌팔매》- 오은주 (1990년)
- 《정에 약한 남자》- 고영준 (1990년)
- 《날이 날이 갈수록》- 이영화 (1990년)
- 《몇 미터 앞에 두고》- 김상배 (1990년)
- 《당신》- 김정수 (1991년)
- 《여자야》- 유현상 (1991년)
- 《안돼요 안돼》- 김상배 (1991년)
- 《서울여자》- 김수희 (1991년)
- 《다함께 차차차》- 설운도 (1991년)
- 《타타타》- 김국환 (1991년)
- 《성은 김이요》- 문희옥 (1991년)
- 《부초》- 박윤경 (1991년)
- 《사는게 뭔지》- 이무송 (1992년)
- 《노란 손수건》- 태진아 (1992년)
- 《또 만났네요》- 주현미 (1992년)
- 《여자 여자 여자》- 설운도 (1992년)
- 《찬찬찬》- 편승엽 (1992년)
- 《차표 한장》- 송대관 (1992년)
- 《바보같은 여자》- 김혜연 (1993년)
- 《카스바의 여인》- 윤희상 (1993년)
- 《도로남》- 김명애 (1993년)
- 《세상은 요지경》- 신신애 (1993년)
- 《신토불이》- 배일호 (1993년)
- 《갈색추억》- 한혜진 (1993년)
- 《서울 대전 대구 부산》- 김혜연 (1994년)
- 《서울 평양 반나절》- 김혜연 (1994년)
- 《삼각관계》- 강진 (1994년)
- 《해변의 첫사랑》- 문희옥 (1994년)
- 《꼬마인형》- 최진희 (1994년)
- 《비나리》- 심수봉 (1994년)
- 《낭만에 대하여》- 최백호 (1995년)
- 《장녹수》- 전미경 (1995년)
- 《간 큰 남자》- 김혜연 (1995년)
- 《사랑하는 영자씨》- 현숙 (1995년)
- 《고향이 남쪽이랬지》- 송대관 (1995년)
- 《찰랑찰랑》- 이자연 (1995년)
- 《쌈바의 여인》- 설운도 (1995년)
- 《꽃바람 여인》- 조승구 (1996년)
- 《공주는 외로워》- 故 김자옥 (1996년)
- 《마지막 연인》- 한혜진 (1996년)
- 《당돌한 여자》- 서주경 (1996년)
- 《예쁜 여우》- 김혜연 (1996년)
- 《서울, 평양 반나절》- 김혜연 (1996년)
- 《요즘 여자 요즘 남자》- 현숙 (1997년)
- 《남자라는 이유로》- 조항조 (1997년)
- 《해피데이》- 현숙 (1997년)
- 《고개숙인 남자》- 안혜지 (1998년)
- 《네 박자》- 송대관 (1998년)
- 《사랑의 이름표》- 현철 (1998년)
- 《인생》- 김성환 (1998년)
- 《장모님》- 배일호 (1998년)
- 《서울의 밤》- 한혜진 (1999년)
- 《꽃을 든 남자》- 최석준 (1999년)
- 《화살을 쏘고 간 남자》- 안다미 (1999년)
- 《해바라기꽃》- 전미경 (1999년)

#### 2000년대
- 《정열의 꽃》- 김수희 (2000년)
- 《둥지》- 남진 (2000년)
- 《러브레터》- 주현미 (2000년)
- 《사랑은 아무나 하나》- 태진아 (2000년)
- 《혼자 사는 여자》 - 이혜리 (2000년)
- 《외로운 여자》- 조승구 (2000년)
- 《어디갔을까》- 서지오 (2000년)
- 《저 하늘 별을 찾아》- 유지나 (2001년)
- 《친구에서 애인으로》- 현숙 (2001년)
- 《잘났어 정말》- 태진아 (2001년)
- 《상심》-  한혜진 (2001년)
- 《있을때 잘해》- 오승근 (2001년)
- 《당신때문에》- 배일호 (2001년)
- 《자옥아》- 박상철 (2001년)
- 《럭키》- 박주희 (2001년)
- 《그 사람이 그사람》- 송대관 (2001년)
- 《내 영혼의 남자》- 한혜진 (2001년)
- 《사랑은 장난이 아니야》- 태진아 (2002년)
- 《사랑의 포로》- 오은주 (2002년)
- 《오빠는 잘 있단다》- 현숙 (2002년)
- 《아미새》- 현철 (2002년)
- 《사랑이 무어냐》- 송대관 (2002년)
- 《그대를 사랑해》- 김혜연 (2002년)
- 《꽃보다 아름다운 너》- 배일호 (2002년)
- 《떠날 수 없는 당신》- 김상배 (2003년)
- 《정말 좋았네》- 주현미 (2003년)
- 《유행가》- 송대관 (2003년)
- 《빠이 빠이야》- 소명 (2003년)
- 《너는 내 남자》- 한혜진 (2003년)
- 《사랑의 밧줄》- 김용임 (2003년)
- 《유리구두》- 김혜연 (2004년)
- 《춤추는 탬버린》- 현숙 (2004년)
- 《아카시아》- 서지오 (2004년)
- 《사는 동안》- 이태호 (2004년)
- 《춘자야》- 설운도 (2004년)
- 《어머나》- 장윤정 (2004년)
- 《사랑을 한번 해보고 싶어요》- 하동진 (2004년)
- 《짠짜라》- 장윤정 (2005년)
- 《고장난 벽시계》- 나훈아 (2005년)
- 《우연히》- 우연이 (2005년)
- 《자기야》- 박주희 (2005년)
- 《무조건》- 박상철 (2005년)
- 《멋진인생》- 박정식 (2005년)
- 《어허라 사랑》- 주현미 (2006년)
- 《만약에》- 조항조 (2006년)
- 《별난 사람》- 최유나 (2006년)
- 《아줌마》- 태진아 (2006년)
- 《이따, 이따요》- 장윤정 (2006년)
- 《곤드레 만드레》- 박현빈 (2006년)
- 《월화수목금토일》- 현숙 (2006년)
- 《콕 박힌 그대》- 오은주 (2006년)
- 《사랑에 한 표 던진다》- 현숙 (2007년)
- 《쓰러집니다》- 서주경 (2007년)
- 《소문난 사랑》- 김혜연 (2007년)
- 《찾아주세요》- 왕소연 (2007년)
- 《황진이》- 박상철 (2007년)
- 《오빠만 믿어》- 박현빈 (2007년)
- 《사랑한다》- 주현미, 조PD (2008년)
- 《참아주세요》- 김혜연 (2008년)
- 《그대는 내사랑》 - 현숙 (2008년)
- 《아리아리요》- 주병선 (2008년)
- 《샤방샤방》- 박현빈 (2008년)
- 《안동역에서》- 진성 (2008년)
- 《잠자는 공주》- 신유 (2008년)
- 《시계바늘》- 신유 (2008년)
- 《사랑하니까》- 김정연 (2008년)
- 《가요 가세요》- 서지오 (2008년)
- 《천년지기》- 유진표 (2008년)
- 《몰라요》- 한가은 (2009년)
- 《딱이야》- 성진우 (2009년)
- 《짜라자짜》- 주현미, 서현 (2009년)
- 《거짓말》- 조항조 (2009년)
- 《하니하니》- 서지오 (2009년)
- 《사랑의 배터리》- 홍진영 (2009년)
- 《잡지마》- 문연주 (2009년)
- 《고추》- 유지나 (2009년)
- 《일편단심》- 금잔디 (2009년)

#### 2010년대
- 《신 사랑 고개》- 금잔디 (2010년)
- 《초혼》- 장윤정 (2010년)
- 《정기적금》- 김다나 (2010년)
- 《얼쑤》- 윙크 (2010년)
- 《뿐이고》- 박구윤 (2010년)
- 《마지막은 나와 함께》- 김혜연 (2010년)
- 《당신만》- 우연이 (2010년)
- 《바로 내 남자》-백수정 (2011년)
- 《여백》- 주현미 (2011년)
- 《언니가 간다》- 연지후 (2011년)
- 《추억속으로》- 설운도 (2011년)
- 《딩동댕 정답입니다》- 정다비 (2011년)
- 《꽃물》- 신유 (2011년)
- 《오라버니》- 금잔디 (2012년)
- 《남자의 인생》- 홍원빈 (2012년)
- 《미워도 미워도》- 최유나 (2012년)
- 《미안해 고마워 사랑해》- 소명 (2012년)
- 《내 나이가 어때서》- 오승근 (2012년)
- 《왔구나 왔어》- 장윤정 (2013년)
- 《아모르 파티》- 김연자 (2013년)
- 《이봐요》- 문희옥 (2013년)
- 《몰랐네》- 우연이 (2013년)
- 《남자는 말합니다》- 장민호 (2013년)
- 《일소일소 일노일노》- 신유 (2014년)
- 《청풍명월》- 금잔디 (2014년)
- 《빈깡통》- 박상철 (2014년)
- 《산다는 건》- 홍진영 (2014년)
- 《사랑 꽃》- 조항조 (2014년)
- 《천태만상》- 윤수현 (2014년)
- 《돼지토끼》- 장윤정 (2014년)
- 《나무꾼》- 박구윤 (2015년)
- 《인생팁》- 현숙 (2015년)
- 《진진자라》- 태진아 (2015년)
- 《반창고》- 장윤정 (2015년)
- 《엄지 척》- 홍진영 (2016년)
- 《누나가 딱이야》- 영탁 (2016년)
- 《그 남자》- 우연이 (2016년)
- 《쏟아집니다》- 김가현 (2017년)
- 《거기까지만》- 송가인 (2017년)
- 《이별없는 부산정거장》- 현숙 (2017년)
- 《건배송》- 윤태화 (2018년)
- 《여기서》- 서지오 (2018년)
- 《잘가라》- 홍진영 (2018년)
- 《니가 왜 거기서 나와》- 영탁 (2018년)
- 《사랑탑》- 금잔디 (2019년)
- 《김치볶음밥》- 현숙 (2019년)
- 《목포행 완행열차》- 장윤정 (2019년)
- 《세월아》- 장윤정 (2019년)
- 《사랑, 참》- 장윤정 (2019년)
- 《주마등》- 윤태화 (2019년)
- 《손가락 하트》- 노지훈 (2019년)
- 《쏠까 말까》- 윤태화 (2019년)
- 《무명배우》- 송가인 (2019년)
- 《타요타요》- 윤태화 (2019년)
- 《라밤바》- 정미애 (2019년)
- 《여기요》- 홍자 (2019년)

#### 2020년대
- 《시치미》 - 금잔디 (2020년)
- 《길》- 우연이 (2020년)
- 《사랑..하시렵니까?》- 전유진 (2020년)
- 《사랑은 꽃잎처럼》- 홍진영 (2020년)
- 《남자의 일생》- 백수정 (2020년)
- 《마시던 커피로 주세요》- 강수빈 (2020년)
- 《운명에게》- 장윤정 (2020년)
- 《고향가는 기차를 타고》- 태진아 (2020년)
- 《예쁨주의보》- 두리 (2020년)
- 《소양강 봄바람》 - 금잔디 (2020년)
- 《여인의 눈물》 - 주현미 (2020년)
- 《세 번의 사랑》- 주현미 (2020년)
- 《알랑가몰라》- 소유미 (2020년)
- 《그대와》- 소유미 (2020년)
- 《밥 한번 먹어요》- 신유 (2020년)
- 《좋은 당신》- 장윤정 (2020년)
- 《돌아오지 마세요》- 주현미 (2020년)
- 《상심》- 주현미 (2020년)
- 《길》- 주현미 (2020년)
- 《금동아 은동아》- 주현미 (2020년)
- 《바람이 되어》- 주현미 (2020년)
- 《손님온다》- 윤수현 (2020년)
- 《남남으로》 - 신유 (2020년)
- 《그 여자, 그 남자》- 주현미 (2020년)
- 《천일홍》- 주현미 (2020년)
- 《두 주먹》- 임영웅 (2020년)
- 《찐이야》- 영탁 (2020년)
- 《역쩐 인생》 - 장민호 (2020년)
- 《나는 남자다》- 김희재 (2020년)
- 《딱!풀!》- 이찬원 (2020년)
- 《바람남》- 김호중 (2020년)
- 《여백》- 정동원 (2020년)
- 《이제 나만 믿어요》- 임영웅 (2020년)
- 《마스크》- 안성준 (2020년)
- 《그대로 멈춰라》- 김소연 (2020년)
- 《압구정 신사》- 김재욱 (2020년)
- 《트로트가 나는 좋아요》- 송가인 (2020년)
- 《확실합니다》- 현숙 (2020년)
- 《공수레 공수거》- 태진아 (2021년)
- 《그 강을 건너지 마오》- 양지은 (2021년)
- 《오라》- 홍지윤 (2021년)
- 《인연이여 슬펐노라》- 김다현 (2021년)
- 《오세요》- 김태연 (2021년)
- 《도찐개찐》- 김의영  (2021년)
- 《티키타카》- 은가은 (2021년)
- 《돋보기》- 별사랑 (2021년)
- 《사는 맛》- 양지은 (2021년)
- 《찍고찍고찍고》- 윤태화 (2021년)
- 《척하면 척》- 강혜연 (2021년)
- 《따라 따라와》- 김희재 (2021년)
- 《사는 게 그런 거지》- 장민호 (2021년)
- 《강남제비》- 김혜연 (2021년)
- 《물망초》- 정동원 (2021년)
- 《그냥웃자》- 김다현 (2021년)
- 《꽃 구경》- 김태연 (2021년)
- 《남이가》- 서지오 (2021년)
- 《천년사랑》- 김가현 (2021년)
- 《척하면 척이지》- 윤서령 (2021년)
- 《고맙고 미안한 내사람》- 장민호 (2022년)
- 《당신은 명작》- 금잔디 (2022년)
- 《비 내리는 금강산》- 송가인 (2022년)
- 《사랑의 여왕》- 홍지윤 (2022년)
- 《놀아나보세》- 별사랑 (2022년)
- 《내사랑 바보》- 황우림 (2022년)
- 《짠짠짠》- 김희재 (2022년)
- 《님이라 남이라》- 박상철 (2022년)
- 《Viva La Vida》 - 홍진영 (2022년)
- 《나비소녀》- 윤서령 (2022년)
- 《그 정 때문에》- 양지은 (2022년)
- 《나는 당신이 좋다》- 배일호 (2022년)
- 《다시 또》- 윤태화 (2023년)
- 《풍등》- 이찬원 (2023년)
- 《싹가능》- 안성준 (2023년)
- 《콕콕콕》- 나상도 (2023년)
- 《단짠》- 진해성 (2023년)
- 《깜빡이를 키고 오세요》- 박지현 (2023년)
- 《메아리》- 송민준 (2023년)
- 《조선의 남자》- 최수호 (2023년)
- 《재충전》- 박구윤 (2023년)
- 《퐁당퐁당》- 별사랑 (2023년)
- 《사랑은 달달하게》- 현숙 (2023년)
- 《맏내딸》- 은가은 (2023년)
- 《연정》- 양지은 (2023년)
- 《디스코》- 강혜연 (2024년)
- 《럭키》- 조정민 (2024년)
- 《니나노》- 윤수현 (2024년)
- 《십리벚꽃길》- 별사랑 (2024년)
- 《공작새》- 박혜신 (2024년)
- 《그대가 오는 밤》- 두리 (2024년)
- 《몽당연필》- 마이진 (2024년)
- 《칭찬 고래》- 김다현 (2024년)
- 《달맞이 꽃》- 전유진 (2024년)
- 《나는 꽃이 되었습니다》- 류원정 (2024년)
- 《이야》- 린 (2024년)
- 《사랑 그 잡채》- 마리아 리스 (2024년)
- 《바람의 연가》- 김양 (2024년)
- 《찔레꽃 피면》- 김산하 (2024년)
- 《사랑학개론》- 정슬 (2024년)
- 《OK》- 김소연 (2024년)
- 《홍실》- 미스김 (2024년)
- 《100일》- 배아현 (2024년)
- 《99881234》- 나영  (2024년)
- 《바람 바람아》- 정서주  (2024년)
- 《맘마미아》- 빈예서 (2024년)
- 《예쁘잖아》- 오유진  (2024년)
- 《아라리요》- 윤서령 (2024년)
- 《아잉》- 곽지은 (2024년)
- 《귀인》- 은가은 (2024년)
- 《주세요》- 김희진 (2024년)
- 《대전역 부르스》- 에녹 (2025년)
- 《너 T야》- 최수호 (2025년)
- 《남도 가는 길》- 박서진 (2025년)
- 《흥부가 언제》- 김수찬 (2025년)
- 《그대와 쌈바》- 신유 (2025년)
- 《싹 다 잊고 한 잔》- 김준수 (2025년)
- 《불나방》- 진해성 (2025년)
- 《울티마 노체》- 환희 (2025년)
- 《증거》- 신승태 (2025년)
- 《팽이》- 강문경 (2025년)
- 《슬픈가야금》- 윤서령 (2025년)
- 《금수저》- 김용빈 (2025년)
- 《땡큐》- 손빈아 (2025년)
- 《동해물과 백두산이》- 이정 (2025년)
- 《남자이니까》- 최재명 (2025년)
- 《월하정인》- 남승민 (2025년)
- 《이리오너라》- 모세 (2025년)
- 《칙칙폭폭》- 추혁진 (2025년)
- 《푹 빠졌나봐》- 현숙 (2025년)
- 《안오네》- 주현미 (2025년)

## 같이 보기
- 음악 장르